# لهجة ترانسنيسترية أوكرانية

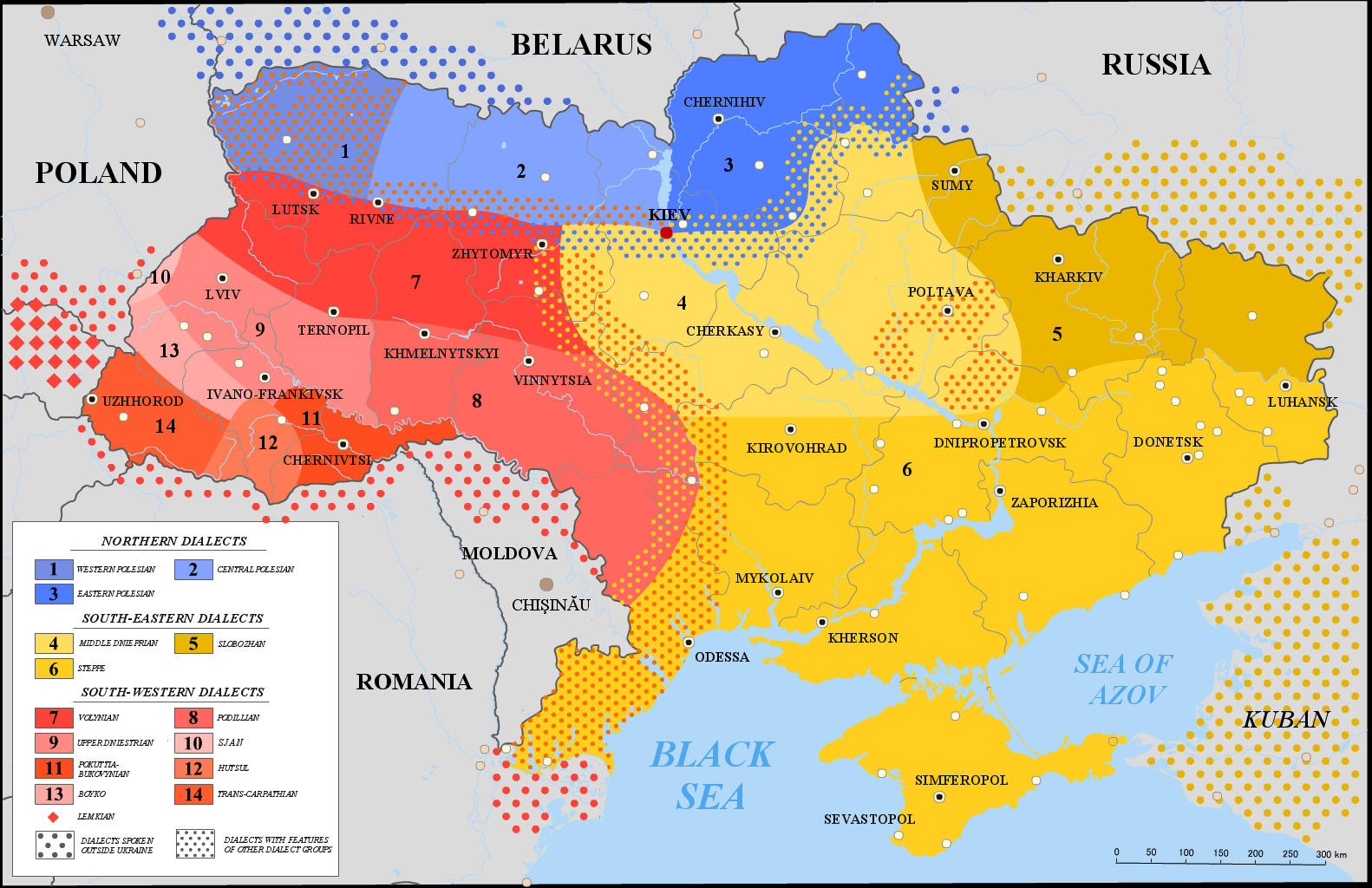
مناطق أوكرانيا حسب اللهجة

لهجة ترانسنيستريا (بالأوكرانية: Наддністрянський говір، نانيستريانسكي هوفير)، أو لهجة أوبيل (ابالأوكرانية: опі́льський го́вір) أو اللهجة الجاليكية (بالأوكرانية: ггаиaway) هي لهجة من اللغة الأوكرانية يُتحدث بها في الجزء الغربي من أوكرانيا وفي منطقة مولدوفا الانفصالية في ترانسنيستريا. تعد اللغات الرسمية الثلاث في ترانسنيستريا هي الأوكرانية جنباً إلى جنب مع الرومانية (المولدوفية رسمياً) والروسية وفقاً لدستور ترانسنيستريا.
عادة ما تجمع اللهجة الترانسنيسترية الأوكرانية مع اللهجات الجنوبية الغربية الأخرى من الأوكرانية.
يظهر هنا بعض الفروق المعجمية بين الأوكرانية الترانسنيسترية والأوكرانية القياسية:
| الأوكرانية الترانسنيسترية | الأوكرانية القياسية   | بالعربية    |
| ------------------------- | --------------------- | ----------- |
| банак (بانكا)             | каструля (كسرولة)     | مقلاة       |
| булба (بولبا)             | картопля (كارتوبليا)  | بطاطس       |
| бузок (بوزوك)             | лелека (ليليكا)       | طائر اللقلق |
| твар (تفار)               | обличчя (أوبليتشتشيا) | وجه         |
| писок (بيسوك)             | рот (روت)             | فم          |
| кугут (كوهوت)             | півень (بيفن)         | ديك         |
| цера (تسيرا)              | шкіра (شكيرا)         | جلد         |